# اللاسلطوية في المجر
نشأت اللاسلطوية في المجر من الحركة الاشتراكية الديمقراطية في أواخر القرن التاسع عشر، إذ لعبت دورًا بارزًا في حركة معاداة النزعة العسكرية خلال الحرب العالمية الأولى وفي الثورة اللاحقة التي بلغت ذروتها في الجمهورية المجرية السوفيتية. قُمعت الحركة الأناركية بعد ذلك من قبل نظام هورثي، قبل أن تعاود الظهور كجزء من حركة المقاومة المناهضة للفاشية خلال الحرب العالمية الثانية. قُمعت الموجة الثانية من اللاسلطوية أيضًا، من قبل النظام الشيوعي الجديد. أخذت الأفكار الأناركية حيزًا للتعبير عنها لفترة وجيزة خلال الثورة المجرية عام 1956، لكنها بقيت مكبوتة إلى حد كبير حتى سقوط الاشتراكية، ما أفسح المجال لموجة ثالثة من الأناركية في المجر.

## خلفية تاريخية
وُضعت مملكة المجر تحت الأحكام العرفية من قبل الإمبراطورية النمساوية، بعد قمع الثورة المجرية عام 1848. استمرت فترة القمع السياسي هذه حتى التسوية النمساوية المجرية عام 1867، والتي أسست الملكية المزدوجة مع السيادة المجرية على «أراضي تاج سانت ستيفانوس». أدى ذلك إلى ازدهار في التصنيع والتحضر، وبالتالي التبني التدريجي للأفكار الاشتراكية بين الطبقات الدنيا في البلاد.

### الاشتراكية واللاسلطوية في مملكة المجر
ظهرت معارضة يسارية من الحزب الاشتراكي الديمقراطي المجري في عام 1881، لتأسيس منظمة اجتماعية لاسلطوية متميزة تدعو للإطاحة بالرأسمالية في ثورة شعبية. نشرت المجموعة- على الرغم من رقابة الإمبراطورية النمساوية المجرية- كلًا من صحيفة نيباركارات الناطقة باللغة المجرية، وصحيفة راديكال الناطقة بالألمانية. أمرت وزارة الداخلية في عام 1884، بسجن الأناركيين المجريين وطرد المتطرفين الأجانب من البلاد، وبالتالي قُمعت الجماعة.
انفصل فصيل آخر عن الاشتراكيين الديمقراطيين في تسعينيات القرن التاسع عشر، وانضم إلى مجموعة من الأناركيين المسيحيين لتحريض الفلاحين المجريين، وتطوير سلسلة من الاشتراكية الزراعية التي تأثرت بأفكار التبادلية والنارودنكس. أدى ذلك إلى إنشاء الحزب الاشتراكي المستقل في عام 1897، والذي اتبع برنامجًا مناهضًا للدولة قائمًا على سياسات واسعة للإصلاح الزراعي.
شنت الحكومة المجرية حملة قمع ضد حركة الفلاحين بعد أن نظمت الحركة إضرابًا بين عمال المزارع، وفرقت اجتماعاتهم، وحظرت مطبوعاتهم، ونفت أعضائها القياديين. أحد النشطاء الذين انبثقوا عن هذه الحركة الفلاحية هو الأناركي ساندور كسيزماديا، الذي شكل نقابة عمالية ريفية في عام 1905. نمت المجموعة بسرعة لتشمل أكثر من 75000 عضوًا، ونظمت إضرابات فلاحية، ولكنها قُمعت من قبل الحكومة، التي فرضت غرامات على عمال المزارع الذين يمتنعون عن العمل.
حاول إيرفين زايبو أيضًا تنظيم معارضة داخلية داخل الحزب الديمقراطي الاجتماعي، لإصلاح برنامجه للعمل بسياسة زراعية أكثر راديكالية. انفصل كليًا عن الحزب في نهاية المطاف، وانضم إلى الجماعة الثورية الاشتراكية، وهي ظكمنظمة من الأناركيين والاشتراكيين خاب أملهم بسبب سياسات الحزب. نشرت المجموعة دعاية مناهضة للبرلمان والعسكرية في جميع أنحاء بودابست ودفع زايبو بمنظمة نقابية ثورية إلى طاولة المفاوضات.
بدأ إيرفين باتياني في مطلع القرن العشرين بإنشاء النوادي وقاعات القراءة والمدارس لتثقيف الناس من خلال الوسائل الأناركية، خلال وقتٍ احتكرت فيه الكنيسة الكاثوليكية نظام التعليم، إذ وصف رجال الدين مؤسسات باتياني بأنها «آثمة» وتعرضت إحدى مدارسه للهجوم من قبل حشد من رجال الدين. إلا أن باتياني استمر في توفير التعليم المجاني، كما موّل أيضًا العديد من المنشورات اللاسلطوية، وألقى محاضرات حول موضوع اللاسلطوية. استولت الدولة على مدارسه في نهاية المطاف، ونُفي باتياني في إنجلترا.

### الحرب العالمية الأولى والحركة المناهضة للعسكرية
يعدّ إيرفين زايبو من المنظمين الأوائل في الحركة المناهضة للمشاركة المجرية في الحرب العالمية الأولى، إذ تحرك جنبًا إلى جنب مع جيورجي لوكاش، وميهالي بابيتس وبيلا بالاز. بقي زايبو على اتصال منتظم بالعديد من النشطاء الأوروبيين الآخرين المناهضين للحرب، بما يكفي لتعمل مكتبة متروبوليتان كمركز لتوزيع الدعاية المناهضة للحرب في المجر. قاد الكاتب الأناركي لاغوس كاساك- الذي نشر الصحيفة المناهضة للحرب آتيت- البروباغاندا، ودمج أسلوبه الخلّاق مع معارضة مبدئية لعسكرة القوى المركزية، ولكن السلطات المجرية فرضت الرقابة.
شكلت دائرة غاليليو جزءًا أساسيًا من الحركة المناهضة للحرب. عقد زايبو اجتماعات منتظمة مع أعضاء دائرة غاليليو وايلونا دوزينسكا مع بداية سبتمبر 1917، وقرروا خلالها نشر بيان إثر حركة زيمروالد، ونظموا مظاهرة في الشارع ضد الحرب، ما جعل العديد من الناشطين ينضمون إلى المجموعة. قادت المجموعة في 17 نوفمبر، أول مظاهرة مناهضة للحرب في البلاد، داعية إلى «السلام أو الثورة» والتي فرقتها الشرطة في نهاية المطاف. أشعل هذا الإجراء، على الرغم من محاولات القمع، العديد من المظاهرات في جميع أنحاء البلاد، والتي نظمتها بشكل مستقل تشكيلة متنوعة من المجموعات المختلفة. أنشأ النقابيون في بودابست أول مجلس عمال في البلاد في 26 ديسمبر، لتنسيق إضراب عام ضد الحرب.
أُلقي القبض على أعضاء الجماعة الثورية الاشتراكية في يناير 1918، بعد توزيع منشورات مناهضة للحرب داخل ثكنات الجيش. قُمعت دائرة غاليليو فيما بعد، واعتُقل جميع الأعضاء البارزين في الحركة المناهضة للحرب تقريبًا بتهمة إثارة الفتنة. رد مجلس عمال بودابست بالدعوة إلى إضراب عام، وتظاهر خلاله 150 ألف عامل في شوارع العاصمة. ورغم خروج النقابات التي قادت الإضراب عن سيطرة الحزب الاشتراكي الديمقراطي، إلا أن الحزب ادّعى انتصاره، وسرعان ما ألغى الإضراب الذي وافقت عليه النقابات تفاديا لانقسام الحركة.
انهارت الحركة المناهضة للحرب بدرجة كبيرة في مايو 1918، عندما ألقت الشرطة القبض على أكثر من خمسين شخصًا من الاشتراكيين والنقابيين الثوريين البارزين، بمن فيهم إيلونا دوزينسكا، وحدث ذلك على الرغم من انضمام متطوعين جدد للحركة، نتيجة للجهود الدعائية التي قام بها أوتو كورفين، إذ وزع منشورات تدعو إلى المجالس العمالية، تتضمن إشارات من منشور نداء للشباب بقلم بيتر كروبوتكين.
انتشرت موجة جديدة من الإضرابات في جميع أنحاء المجر في يونيو عام 1918، احتجاجًا على إطلاق السلطات المجرية النار على العمال، لكن الحزب الاشتراكي الديمقراطي ألغى هذه الإضرابات أيضًا.
أدت سلسلة متواصلة من الإضرابات العمالية وتمردات الفلاحين وتمردات داخل القوات المسلحة في النهاية إلى انهيار مجلس الحرب المجري. أُطيح بالنظام الملكي في المجر أخيرًا في ثورة أستر في أكتوبر 1918، تمت الإطاحة بمملكة المجر أخيرًا في ثورة النجم، وتأسست الجمهورية المجرية الأولى.
أنهت حكومة ميهالي كارولي المستقلة الجديدة انخراط المجر في الحرب رسميًا، وأمرت بنزع سلاح الجيش المجري. تبع هذا الإجراء مظاهرة عمالية جماهيرية، احتل خلالها سكان بودابست مراكز الشرطة ونزعوا سلاح الشرطة، وافتتحوا السجون وأطلقوا سراح جميع السجناء السياسيين، وطالبوا في النهاية بتأسيس جمهورية اشتراكية.

### الحركة اللاسلطوية المعاصرة
أدت ثورات 1989 إلى إنهاء الاشتراكية في المجر، وانتقلت البلاد نحو الديمقراطية الليبرالية، وسادت حرية التعبير الكاملة وتكوين الجمعيات والمجالس. سمحت هذه البيئة السياسية الجديدة بتجديد الحركة اللاسلطوية المجرية، والتي بدأت في إعادة تشكيل نفسها خلال التسعينيات. كانت مجموعة «ذا باريكيد كوليكتف» إحدى المجموعات التي ظهرت خلال هذه الفترة، وحللت نمو الرأسمالية في المجر على أنها بدأت في ظل حكم كادار، والظروف المادية التي أدت إلى احتجاجات عام 2006 في المجر.